# Rachel Dror
Rachel Dror (geboren am 19. Januar 1921 als Rachel Zipora Lewin in Königsberg; gestorben am 14. Dezember 2024 in Stuttgart) war eine deutsche Lehrerin und Zeitzeugin. Sie engagierte sich im Bereich des christlich-jüdisch-islamischen Miteinanders, trat für einen offenen Umgang der Religionen ein und ermahnte zu gegenseitiger Toleranz.

## Leben
Rachel Dror wuchs in einer traditionell-jüdischen Familie im ostpreußischen Königsberg auf. Rachels Vater, Hugo Chaim Lewin (geb. 30. April 1891) war Kaufmann und  Offizier im Ersten Weltkrieg, der für das Deutsche Reich gekämpft hat. Sie besuchte das Lyzeum bis zum Schulabbruch 1934 und begann eine Schneiderlehre, schloss sich aber 1936 einer zionistischen Jugendgruppe an, um in Hamburg von Mai 1936 bis November 1938 eine Vorbereitung für die Auswanderung nach Palästina (Hachschara) durchlief. Ihre Wohngruppe wurde aufgelöst, nachdem viele Gruppenmitglieder, darunter ihr Freund, im Zuge der sogenannten Polenaktion verhaftet und ausgewiesen worden waren. Dror zog zu ihrer Tante Flora Rosenbaum, die an der Talmud-Tora-Schule im Grindelviertel als Lehrerin tätig war. Nach der Pogromnacht 1938 kehrte sie ins Elternhaus zurück. Weil ihre Eltern nicht auswandern konnten und wollten, beschloss sie, alleine nach Palästina auszuwandern. Am 29. April 1939 wanderte sie in das Völkerbundsmandat für Palästina aus. Ihre Eltern Hugo und Erna Lewin (geb. Rosenbaum) wurden im KZ Auschwitz ermordet.
Im Jahr 1948 trat sie im neu gegründeten Staat Israel als eine der ersten Frauen in den Polizeidienst, wo sie für die Straßensicherheit und den Verkehrsunterricht an den Schulen zuständig war. 1951 heiratete sie, ein Jahr später wurde ihre Tochter geboren. 1957 kehrte sie aus gesundheitlichen Gründen nach Deutschland zurück, wo sie nach einem Studium die Arbeit als Lehrerin für Bildende Kunst und Technik an einer Sprachheilschule begann. Dror heiratete ein zweites Mal. 2014 erlitt sie einen Schlaganfall.
Bis zu ihrem Tod am 14. Dezember 2024 lebte Rachel Dror in ihrer Wohnung in Stuttgart.

## Engagement
Seit 1978 – und verstärkt nach ihrer Pensionierung 1986 – engagierte sie sich zum Thema christlich-jüdische Toleranz. Sie hielt Vorträge, begleitete christlich-jüdische und christlich-israelische Projekte und führte regelmäßig durch die Stuttgarter Synagoge. Sie berichtete über ihr Leben und hielt Vorträge über jüdische Sitten. In den Schulen wollte sie den Jugendlichen Mut machen, gegen Gewalt und Menschenverachtung aufzustehen.
Sie war aktiv tätig in der Gesellschaft für christlich-jüdische Zusammenarbeit Stuttgart e.V. sowie bei der Landeszentrale für politische Bildung und im Erziehungsausschuss der Israelitischen Religionsgemeinschaft.

## Ehrungen
- 1996 Otto-Hirsch-Medaille
- 2012 Verdienstorden des Landes Baden-Württemberg